# 펠릭스 모리소 레와

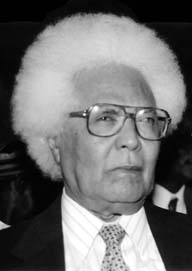
펠릭스 모리소 르로이

펠릭스 모리소 레와(Félix Morisseau-Leroy, 아이티어:Feliks Moriso-Lewa, 1912년 3월 13일 ~ 1998년 9월 5일)는 아이티의 작가이다. 입말로만 머물러 있던 아이티어로 된 시와 극작품을 시도한 첫 작가이며, 1961년 아이티어를 아이티 공용어로 지정하는데 커다란 기여를 하였고, 학교수업, 문학창작에 아이티어가 쓰이도록 힘썼다. 모리소는 아이티어와 프랑스어로 된 작품을 여럿 펴냈다. 자신의 나라인 아이티외에서도 국제적 활동을 펼쳐 식민지를 벗어난 가나와 세네갈등의 아프리카 국가에서 자국문학의 발전을 돕는 활동을 했다. 1981년에는 미국 플로리다주 마이애미에 정착하여 아이티 이주민 공동체의 단결과 아이티어의 학술적 이용을 장려하는 활동을 이어갔다. 모리소가 주도가 된 아이티어 진흥활동을 크리올 르네상스라고 부른다.